# Amazing Science Stories
Amazing Science Stories —o simplemente Amazing— fue una revista británica adscrita al género de ciencia ficción que lanzó dos números en 1951 bajo la casa editorial Pemberton's de Manchester. Su editor no fue identificado, aunque pudo haber sido Stafford Pemberton. Los contenidos que publicó fueron principalmente reimpresiones de la revista australiana Thrills, Incorporated y de la estadounidense Super Science Stories, que tuvo una edición británica que también publicó Pemberton's.